# Tupały Wielkie
Tupały Wielkie (biał. Вялікія Тупалы, ros. Большие Туполы) – wieś na Białorusi, w rejonie korelickim obwodu grodzieńskiego, około 8 km na południowy zachód od Korelicz i około 15 km na południowy wschód od Nowogródka.
Tupały Wielkie i Tupały Małe były co najmniej do XVII wieku jedną wsią. Ich centra są odległe od siebie o około 1 km: Tupały Wielkie są na południe od Tupał Małych. Jeszcze w latach 30. XX wieku (na co wskazują mapy WIG) i w czasach radzieckich (mapy z lat 60. XX wieku) kilkaset metrów na południe od Tupał Wielkich istniała wieś Smolczyce. Jej centrum miało współrzędne 53°31'59,5"N i 26°01'44,4"E (1200 m na południe od centrum Tupał Wielkich). Obecnie wieś Smolczyce oficjalnie nie istnieje: została wchłonięta przez Tupały Wielkie. Już pod koniec XIX wieku Smolczyce były opisywane jako jedynie folwark. W przewodniku z 2006 roku (Szlakiem Adama Mickiewicza po Nowogródczyźnie, Wilnie i Kownie) znajduje się opis: 4 km na południe od Ruty leży wieś Tupały Wielkie, a obok niej majątek Smolczyce...

## Historia
W 1392 roku wielki książę litewski Witold nadał Tupały za zasługi Tatarzynowi Siatyjowi. W XVII wieku był to majątek Maszkiewiczów, jeden z nich przegrał proces o pewną sumę w 1665 roku z metropolitą kijowskim Gabrielem Kolendą. Natomiast majątek Smolczyce od co najmniej początku XIX wieku należał do rodziny Tuhanowskich albo do Michała Wereszczaki (zm. 1857), a od 1831 roku – już na pewno do Józefa Wereszczaki (zm. 1871), brata Maryli, i jego żony Ludwiki z Rajeckich. Ich córka Zofia (ur. 1838), wychodząc za Konstantego Tuhanowicza wniosła mu Smolczyce w posagu. Ich córka i spadkobierczyni tych dóbr sprzedała Smolczyce w 1911 roku Jerzemu Kotwickiemu, który był ostatnim właścicielem majątku.
Po III rozbiorze Polski w 1795 roku Tupały i Smolczyce, wcześniej należące do powiatu nowogródzkiego województwa nowogródzkiego Rzeczypospolitej, znalazły się na terenie powiatu nowogródzkiego (ujezdu), wchodzącego w skład kolejno guberni: słonimskiej, litewskiej, grodzieńskiej i mińskiej Imperium Rosyjskiego. Po ustabilizowaniu się granicy polsko-radzieckiej w 1921 roku trzy wsie wróciły do Polski, weszły w skład gminy Korelicze, od 1945 roku – w ZSRR, od 1991 roku – na terenie Republiki Białorusi.
W 2009 roku wieś Tupały Wielkie liczyła 43 mieszkańców.

## Dawny dwór w Smolczycach
Według Romana Aftanazego najprawdopodobniej Michał Wereszczaka zbudował pod koniec XVIII wieku dwór, w stylu ponoć Ludwika XV. Był to parterowy, drewniany, podpiwniczony dom o szerokim, prostokątnym rzucie i siedmiu, szeroko rozstawionych osiach. Od strony podjazdu na środku elewacji był portyk o dwóch czworogranistych filarach. Od strony ogrodowej w środku elewacji był półkolisty ryzalit.
Dwór stał na niewielkim pagórku, był otoczony parkiem o bardzo rozległych gazonach i angielskim charakterze.
Dwór w Smolczycach został całkowicie zniszczony w czasie I wojny światowej.
Majątek w Smolczycach jest opisany w 2. tomie Dziejów rezydencji na dawnych kresach Rzeczypospolitej Romana Aftanazego.